# شوهوا
ييه شو هوا المعروفة أيضًا باسم شوهوا هي مغنية تايوانية تحت وكالة كيوب إنترتينمنت، وتعتبر صوت وأصغر عضوة في فرقة الفتيات الكوريات الجنوبيات جي أيدل.

## حياتها المبكرة وحلمها

### حلمها
عندما كانت صغيرة، كانت تشاهد الممثلين على شاشة التلفزيون مما جعلها تفكر في أن تصبح مشهورة في يوم من الأيام.  لطالما أخبرت أفراد عائلتها أنها ستظهر بالتأكيد على شاشة التليفزيون يومًا ما
«إذا أصبحت يومًا نجمة وظهرت على شاشة التلفزيون، فسأكون سعيدًا حقًا، وسأكون سعيدًا حقًا ~».
اعتقدت عائلتها أنها كانت طفلة فقط، ولم تضع عائلتها ذلك في الاعتبار.  ومع ذلك، كانت شوهوا تحب ان تصبح نجمة وكانت تمارس مثل التمثيل وحدها كل يوم، وتغمس في خيال ان هناك جماهير يجلسون أمامها بينما وتبدأ بالتمثيل.
كان البوب الكوري أكثر أنواع الأغاني شعبية في تايوان في ذلك الوقت.  تعرفت على المزيد عن البوب الكوري عندما تفاعلت مع أصدقائها.  اللعب والرقص مع أصدقائها جعلها سعيدة للغاية.  على الرغم من أنه كان شيئًا صغيرًا، لكنه كان الشيء الذي غير حلمها في أن تصبح ممثلاً لتصبح مغنية.  عندما كانت في المدرسة الإعدادية، حددت هدفها للسير في طريقها لتصبح مغنية.  بالصدفة، رأت إحدى اداء هيونا وأصبحت من معجبينها على الفور قالت شوهوا ان هيونا ايضًا ألهمتها لتصيح مغنية. و قررت أن تصبح مغنية ذات يوم.  مع حلمها الجميل في أن تصبح مغنية، دخلت مدرسة الفنون. المطربين والممثلين الذي كانت تحبهم كلهم درسوا في قسم المسرحيات، وهكذا ذهبت على نفس الطريق كما فعلوا.  كانت تشاهد مقاطع فيديو وتذهب إلى المدرسة أيضًا وتتدرب غالبًا على الرقصات بنفس الوقت،  ذات يوم قالت لها صديقتها «دعينا نذهب إلى اختبار كيوب إنترتينمنت».  ذهبت معهم بدافع الفضول فقط ولكن تم إبلاغها بعد ذلك بأنها مؤهلة للتدرب وتصبح مغنية، ومع ذلك، لم يكن قرارًا سهلاً لها أن تذهب إلى الخارج بمفردها في مثل هذه السن المبكرة، لكن فكرة عدم الرغبة في الندم كانت أقوى مخاوفها.  من أجل تحقيق أحلامها، قررت الذهاب إلى كوريا الجنوبية.  لم يكن من السهل أن تبدأ حياتها في كوريا الجنوبية كون البيئة غير المألوفة هناك لها، مما تسبب لها الكثير من الضغوط. لكن لم تكن تريد أن تتخلى عن حلمها، لذا بقيت في الشركة لتتدرب وحدها حتى منتصف الليل كل يوم.  عندما تكون بمفردها في غرفة التدريب، تتمكن من الغناء والرقص بحرية، وكانت تبكي وحدها كثيراً سراً عندما تشعر بالحزن بينما لا أحد يعرف.  قالت ان عندما شاركت مشاعرعها وحيرتها اثناء التدريب مع أعضاء فرقتها، أعطوها الكثير من التشجيع وخاضوا معها الكثير من الصعود والهبوط معها.  وقالت انها «شكرت نفسها كثيرًا لأنها لم تستسلم رغم كل هذا»، وقالت ايضًا ان أصعب شيء اثناء التدريب هو انها «لم أستطع فهم الكورية، كان ذلك أصعب شيء بالنسبة لي». 

### النشأة
ولدت شوهوا في 6 يناير 2000 في تايوان، لعائلة تتكون من والديها وأختين واحدة أكبر منها والثانية أصغر منها، حضرت مدرسة هوا كانغ للفنون. هواية شوهوا هي التمثيل حيث كانت شوهوا تحب ان تصبح نجمة وكانت تمارس مثل التمثيل وحدها كل يوم، وتغمس في خيال ان هناك جماهير يجلسون أمامها بينما وتبدأ بالتمثيل. تجيد شوهوا التحدث باللغة الكورية والصينية.